# Lac de l'Est (Wuhan)
Le lac de l'Est (chinois : 东湖 ; pinyin : dōng hú) se situe dans l'arrondissement de Wuchang de la ville-préfecture de Wuhan, la province chinoise du Hubei.

## Géographie
D'une superficie de 33 km2 il est le plus grand lac urbain de Chine. Il est par exemple six fois plus étendu que le célèbre lac de l'Ouest de Hangzhou.

## Parc national du lac de l'Est de Wuhan
La parc paysager du lac de l'Est de Wuhan (武汉东湖风景名胜区) a été proclamé parc national le 8 novembre 1982.

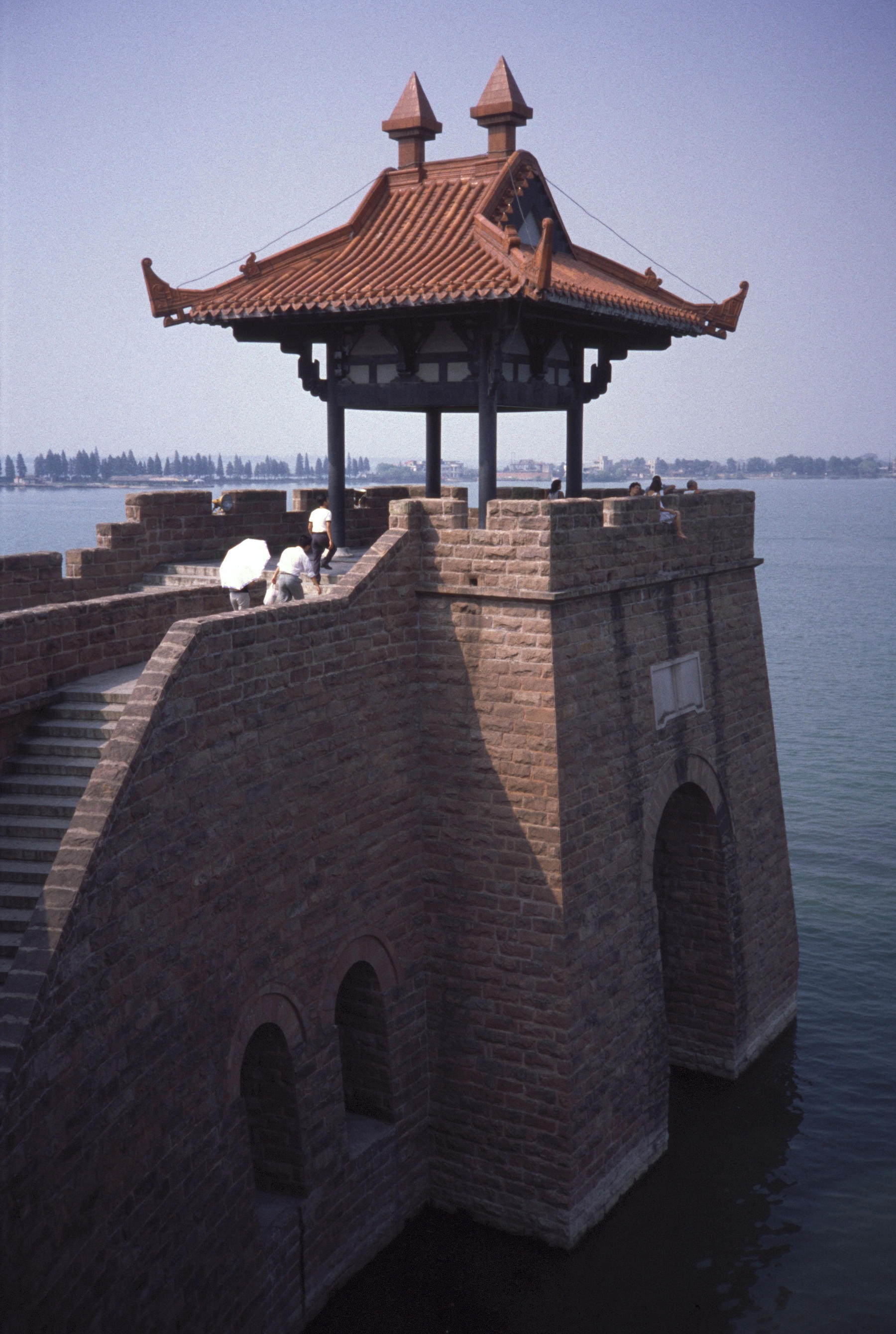
La forteresse Chu
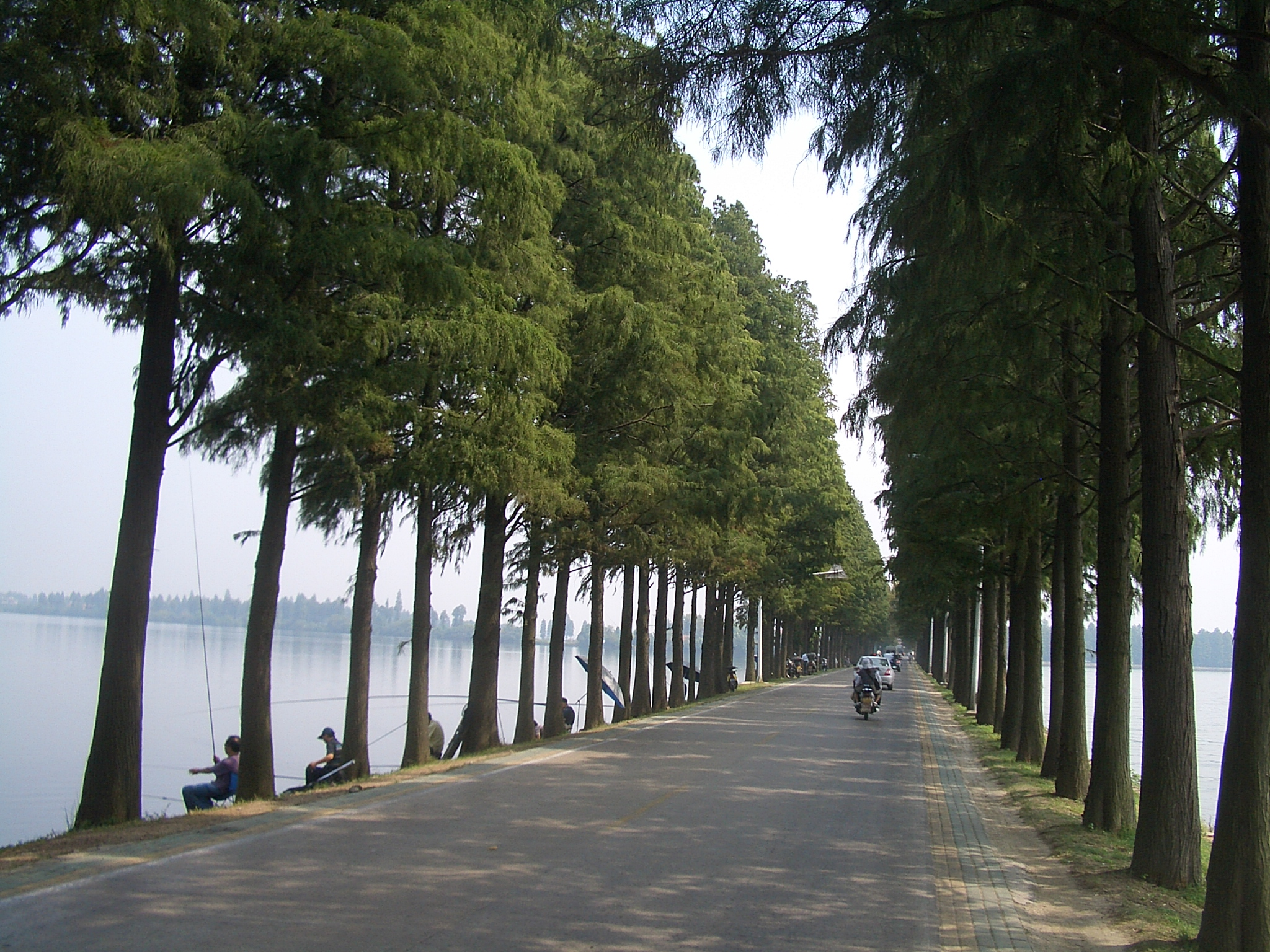
L'une des digues
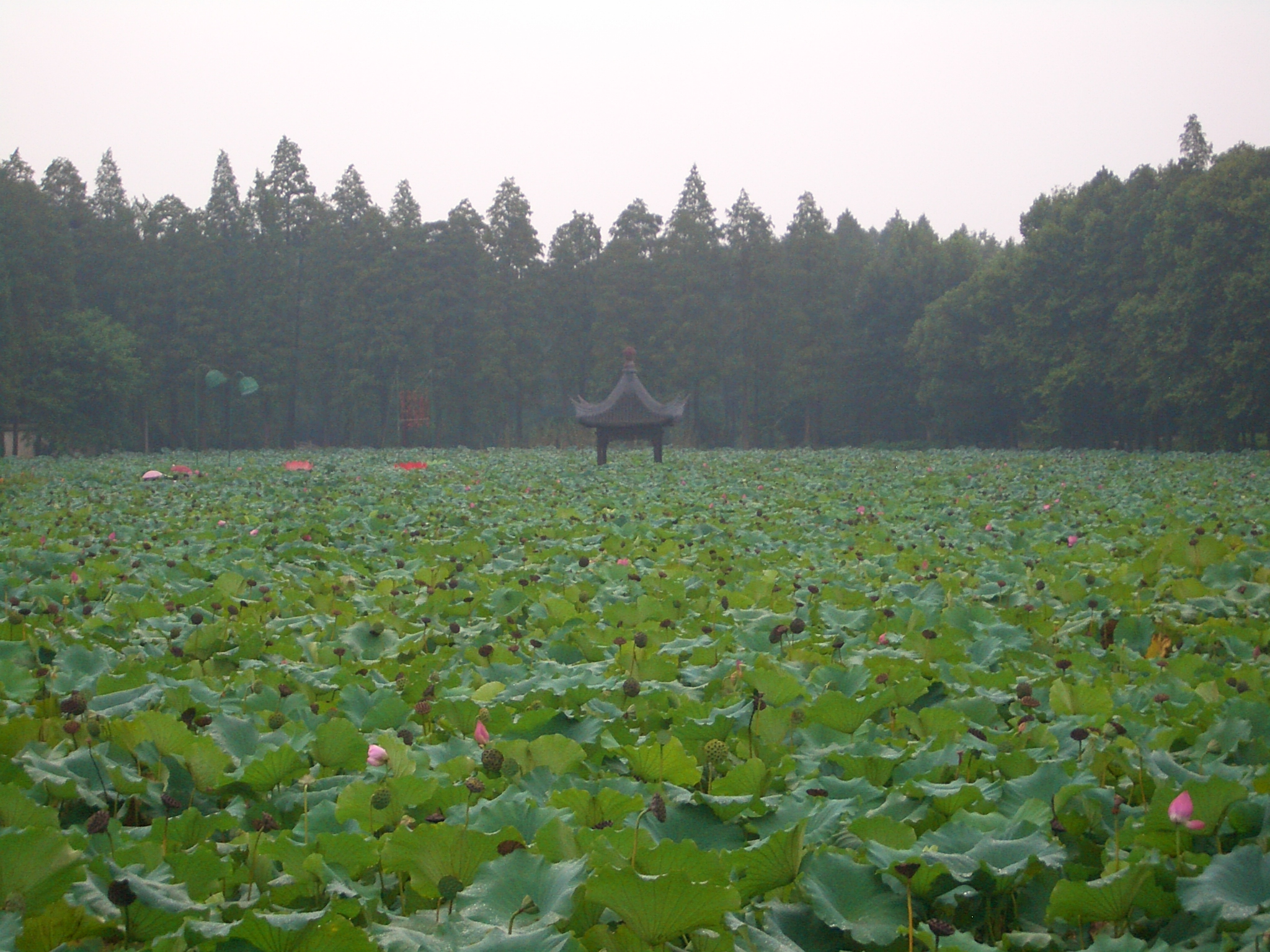
Étang à lotus près du jardin botanique